# Антисемітизм у Росії
Антисемітизм у Росії — конкретні прояви ксенофобії (негативне уявлення, неприязнь і упередження, засновані на релігійних або етнічних забобонах) стосовно євреїв у Російській Федерації. Прояви антисемітизму в Росії мають місце в різних сферах — від побутових відносин до державної політики.
Дані соціальних опитувань у Росії у 2015—2016 роках вказують на те, що 14 % росіян мали чітко виявлений антисемітський настрій, а у 2018 році — 15 %

## В часи Російської імперії

### Межа осілості
Після ліквідації Речі Посполитої основна частина європейського єврейства опинилася в межах Російської імперії. Змушений визначити своє ставлення до «єврейського питання», уряд Катерини II обмежив право проживання євреїв в імперії певними територіальними рамками (межа осілості). Лише з другої половини XIX століття окремим категоріям євреїв почали дозволяти проживання за цією межею, а саме: купцям 1-ї гільдії (з 1859 року), особам, які мали науковий ступінь (з 1861 року), всім євреям з вищою освітою (від 1879 року). Будь-які обмеження знімалися, якщо євреї відмовлялися від юдаїзму і переходили у православ'я. Одночасно запроваджувалися обмеження на навчання євреїв у навчальних закладах, які давали повну середню або вищу освіту (відсоткова норма).
Межа осілості, відсоткова норма, заборона публічного використання їдишу та івриту, обмеження у заняттях сільсько-господарською працею, заборона на певні професії та інші форми державного антисемітизму офіційно зберігалися в Російській імперії до початку XX століття (серед європейських країн подібне спостерігалося лише в Румунії). І все-таки євреї займали міцні позиції в економічному житті українських губерній Російської імперії. Станом на 1817 рік вони володіли 30 % заводів і фабрик. До 1872 року — контролювали 90 % ґуралень і 32 % цукрової промисловості України.

### Чорносотенні погроми

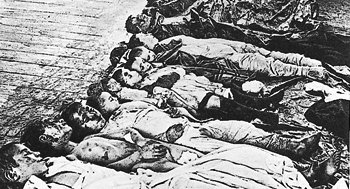
Жертви Катеринославського погрому

Наприкінці XIX століття на українських землях проживало близько 3 млн євреїв. Одним із небагатьох великих міст, в яких євреям дозволялося жити, була Одеса. Тому за чисельністю єврейської общини це місто тоді було на третьому місці у світі, після Нью-Йорка і Варшави. 1871 року в Одесі відбувся перший єврейський погром. Надалі чорносотенні організації за мовчазної підтримки царського уряду час від часу організовували погроми, особливо в період революції 1905—1907.
Поєднання державного антисемітизму з погромними діями «Союзу російського народу» та інших чорносотенних організацій спричинили масову еміграцію євреїв, здебільшого до Північної Америки. З 1870-х років Російську імперію залишили 1,2 млн євреїв.

## В часи Радянського Союзу
Політика більшовиків щодо євреїв була суперечлива. З одного боку, у вищому керівництві РСДРП(б) перебувало чимало євреїв. Значна частина євреїв брала участь у комуністичному русі і підтримувала більшовиків. Тому не випадково у більшовицькій пропаганді антисемітизм ототожнювався з контрреволюцією. Володимир Ленін записав свій виступ проти антисемітизму на грамофонну платівку, яка поширювалася по всій країні. 27 липня 1918 року він підписав декрет, яким зобов'язав «усі Ради робітничих, селянських і солдатських депутатів уживати таких заходів, що дієво викорчовували б антисемітський рух».
З іншого боку, більшовики з 1918 року почали насаджувати «Воєнний комунізм», тобто боротися з приватною власністю, товарно-грошовими відносинами, торгівлею і ринком. З торгівлею особливо тісно було пов'язане єврейство, через це воно й постраждало від репресивної політики держави.
Більшовики також заперечували політичний плюралізм. З єврейством вони боролися передусім руками самих євреїв. Створені в складі комітетів РКП(б) всіх рівнів єврейські секції зайнялися ліквідацією сіоністських і бундівських організацій, інших єврейських партій, релігійних громад[джерело?].

### Політика Сталіна
Йосип Сталін широко використовував, з одного боку, окремих євреїв, які підтримували більшовиків, а з іншого — антисемітизм у боротьбі за владу. В органах державної безпеки, які становили для нього важливий інструмент контролю за суспільством, не випадково було непропорційно багато євреїв. Чекістів єврейського походження легше було підпорядкувати владі через їхню відірваність від власного національного середовища і від суспільства загалом.
Починаючи з останніх років Другої світової війни, коли національна політика партійного керівництва набула рис войовничого націоналізму, розгорнулася ґрунтовна чистка партійного та державного апарату, силових структур і вищих навчальних закладів від євреїв. 1948 року розпущено Єврейський антифашистський комітет, що стало сигналом для масових розправ з єврейською інтелігенцією. Репресії відбувалися під маскувальною оболонкою «боротьби з космополітизмом». На початку 1953 року розпочато «Справу лікарів». Кінцева мета кампанії — депортація євреїв на Далекий Схід, де для них «гостинно» утворили ще з 1930-х років Єврейську автономну область (див. Біробіджанський проект).

### Після XX з'їзду КПРС
У доповіді Микити Хрущова на XX з'їзді КПРС, в якій було піддано критиці сталінську політику культу особи, державний антисемітизм не засуджувався. Євреї в добу Хрущова переслідувалися переважно за економічні злочини. Поряд із сіонізмом в пресі почали відкрито шельмувати юдаїзм.

## Прояви антисемітизму у сучасній Росії
У 2003 році Володимир Жириновський коментуючи теракт 11 вересня у Нью-Йорку, звинуватив ЦРУ та «Моссад».
Після вбивства Бориса Нємцова Президент Росії Володимир Путін звернувся до матері Нємцова за її дошлюбним прізвищем Ейдман, акцентувавши на її та Нємцова єврейське походження.
В листопаді 2016 року директор Департаменту інформації та друку МЗС РФ Марія Захарова в ефірі телевізійної програми заявила, що результати президентських виборів в США визначають євреї, при цьому Захарова пародіювала єврейський акцент.
У 2022 році антисемітські настрої на території Росії дійшли до 13 %.